# Athous vittatus
Athous vittatus är en skalbaggsart som först beskrevs av Fabricius 1792.  Athous vittatus ingår i släktet Athous, och familjen knäppare. Arten är reproducerande i Sverige.